# F1 (エレメカ)
『F-1』（エフワン）は、1976年10月に中村製作所（後のバンダイナムコアミューズメント）により製作・販売された、エレメカ式アーケードゲーム。ジャンルはレースゲームである。ハイフンを入れた『F-1』で表記されることもあるが、正式な商品名は『F1』である。
本項では、前身となった『フォーミュラX』(1973年）についても併せて開発する。

## システム
大型筐体の中に円筒形の大型幻灯機が入っており、これが回転しながら、プレイヤーの目前のスクリーンにレーシングコースとなって現れる。本物のサーキットは反時計回りなので、回転映像の投影も運転手の視野にあわせ、スクリーンの左上から中央下部へと流れる構造になっている。
コースの途中には他の車も表示されているので、プレイヤーはハンドルを切って投影画面を左右にずらし、他の車を避ける。衝突すると投影映像が、真っ赤な爆発炎上の絵に切り替わる。
これを続け、制限時間内に何点とれるかを競う。
コイン投入によるプレイ中と非プレイ中の連動構造の違いは、テレビゲームとエレメカでは異なっており、本作では非プレイ中でもハンドルを操作すると、スクリーンが左右に動く。こうした仕様は、他のエレメカでも一部に見られる。

## 開発の過程
幻灯機式レースゲームは、関西精機製作所が1968年に作った『インディ500』が完成形の一つとして評価を受けており、他者から同システムの亜流エレメカが多数登場した（たとえばタイトーの子会社となるパシフィック工業が作った『ロードセブン』は、タイトーのコンピュータゲーム『スピードレース』の原型となっている）。
中村製作所では当初、創業者同士の交流があった事から関西精機のレースゲームを扱っていたが、1970年10月に改良版の『レーサー』を、1973年10月に大型スクリーンを採用した『フォーミュラX』を、そして画面以外を小型化した本作を1800台製作した。
『フォーミュラX』は筐体の大きさからボウリング場など広い場所にしか置けなかった反省から、『F1』はより小さな筐体にした。また、単なる小型化だけでなく、コースの投影に用いる幻灯機も変更しており、のちにこれはコピー対策としても効果を発揮した。
本作は当時のエレメカ式レースゲームとしてはかなりの人気をおさめ、中村製作所と交流が始まったばかりのアタリ (企業)に1976年11月にライセンス生産された。

## コピーゲームの問題
国内では1976年末に潮産業が『ゼットマシン』（通称Z-M）というコピーゲームを作り、しかも同業者のタイトー社がロケーション（アーケードゲームの稼動場所）用に購入するという問題が発生した。タイトーによるとロケーションに欲しい『F1』が足りなかったため、仕方なく購入したという。
何から何までそっくりに作られていたが、オリジナルの『F1』では幻灯機の内容をスクリーンに正確に写すため、投影に使う電球は、L字型に曲げた特注品を使っていた。しかし『ゼットマシン』では普通の電球を使っていたため、投影映像と当たり判定にズレが出るというデッドコピーだった。
岩谷徹が『パックマンのゲーム学入門』で記した所によると、コピーゲームという違法行為の事実を押さえるため、現場に潜入する仕事をした事があるが、証拠写真を撮った所で相手に見つかってしまい、その時点では住居侵入罪で岩谷側に非があるため、やむを得ず撮影したフィルムをその場で処分したという。
この件は1977年3月にナムコ（この頃はこの社名に改名していた）が警告書を送ったが、潮産業は回答がなかった。次いで6月に実用新案件侵害で仮処分を申請、8月に製造禁止処分が言い渡されたが、潮産業は5月に倒産していた。タイトーとは10月に和解し、アミューズメント業界で紛争解決が行われた、日本初のケースとなった。